# SZD-32 Foka 5
SZD-32 Foka 5 – polski, jednomiejscowy, szybowiec wyczynowy klasy standard,  konstrukcji drewnianej. Zaprojektowany w Szybowcowym Zakładzie Doświadczalnym w Bielsku-Białej.

## Historia
Pierwsze prace nad szybowcem wyczynowym klasy standard w kształcie późniejszej Foki, rozpoczęto już w latach 50. XX w. Pracami konstruktorskimi kierowali inżynierowie: Piotr Mynarski i Władysław Okarmus, których projekt zwyciężył podczas wewnętrznego konkursu przeprowadzonego w Szybowcowym Zakładzie Doświadczalnym. Oblot prototypu o numerze rejestracyjnym SP-2069 został wykonany 2 maja 1960 r. przez Adama Zientka. Szybowiec Foka okazał się udaną konstrukcją, na której pobito wiele rekordów świata (m.in. dokonała tego Pelagia Majewska). Foka przez wielu określana był mianem najładniejszego dotychczas powstałego szybowca.
Mimo bitych rekordów, bardzo dobrych osiągów oraz przyciągającego wzrok wyglądu, szybowiec Foka posiadał wady zgłaszane przez pilotów. W związku z tym został zmodernizowany i oznaczony jako SZD-32 z przydzieloną mu oficjalną nazwą Foka 5. W nowym szybowcu powstała przestronniejsza kabina (z myślą o osobach pokaźniejszej tuszy) i usterzenie w układzie litery T, chroniące powierzchnie sterowe przed uszkodzeniem w czasie nieplanowanego lądowania w wysokiej trawie. Prototyp Foki-5 został oblatany w listopadzie 1966 roku przez Stanisława Skrzydlewskiego na bielskim lotnisku Aleksandrowice. W sumie zostały wyprodukowane 133 egzemplarze Fok.

## Konstrukcja
Kadłub półskorupowy konstrukcji drewnianej wykonany częściowo z laminatu poliesterowego. Fotel pilota z oparciem dostosowany do spadochronu plecowego, a za nim bagażnik na radiostację, instalację tlenową i bagaż. Skrzydło dwudzielne trapezowe z hamulcami aerodynamicznymi dwupłytowymi. Usterzenie w układzie T. podwozie z nieamortyzowanym kołem o wymiarach 300 ×; 125 posiadającym hamulec szczękowy. Tylna metalowa płoza amortyzowana krążkiem gumowym.
Wyposażenie standardowe: wysokościomierz, prędkościomierz, busola, zakrętomierz, wariometr, aparatura tlenowa.

## Rekordy
W 1965 roku na Szybowcowych Mistrzostwach Świata w Wielkiej Brytanii Jan Wróblewski zdobył tytuł Mistrza Świata w klasie otwartej. Na tych samych zawodach Franciszek Kępka zdobył wicemistrzostwo w klasie standard.
Po tym wydarzeniu Francuski miesięcznik lotniczy „Avia — Sport" napisał o Foce:

jest to konstrukcja tak piękna i wybiegająca w przyszłość, że konstruktorzy na całym świecie wzorują się na niej, podobnie jak na naszej Caravelli.

W 1966 roku na Międzynarodowych Zawodach Szybowcowych w Orle w Rosji zwyciężył Franciszek Kępka.
W 1960 roku Pelagia Majewska ustanowiła międzynarodowy rekord na trójkącie 300 km z prędkością 62,3 km/h, poprawiając go w 1963 na 72 km/h. W tym samym dniu rekord ten przeszedł na Adelę Dankowską, która uzyskała 82,5 km/h.